# كارلو روسي (ملحن)
كارلو روسي (بالإيطالية: Carlo Rossi)‏ هو ملحن ومنتج أسطوانات وكاتب أغاني وشاعر إيطالي، ولد في 27 نوفمبر 1920 في روما في إيطاليا، وتوفي بنفس المكان في 16 مايو 1989.

## وصلات خارجية
- كارلو روسي على موقع ميوزك برينز (الإنجليزية)
- كارلو روسي على موقع ديسكوغز (الإنجليزية)